# Kaiserliche und Königliche Kriegsmarine

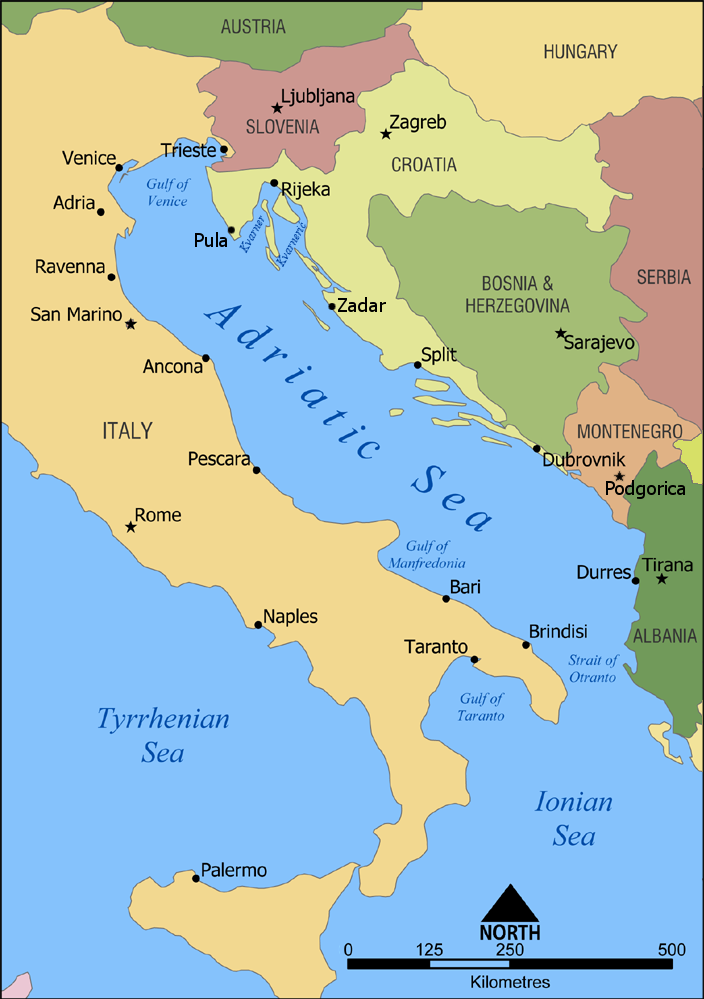
Obszar operowania marynarki austro-węgierskiej (współczesne granice państwowe).

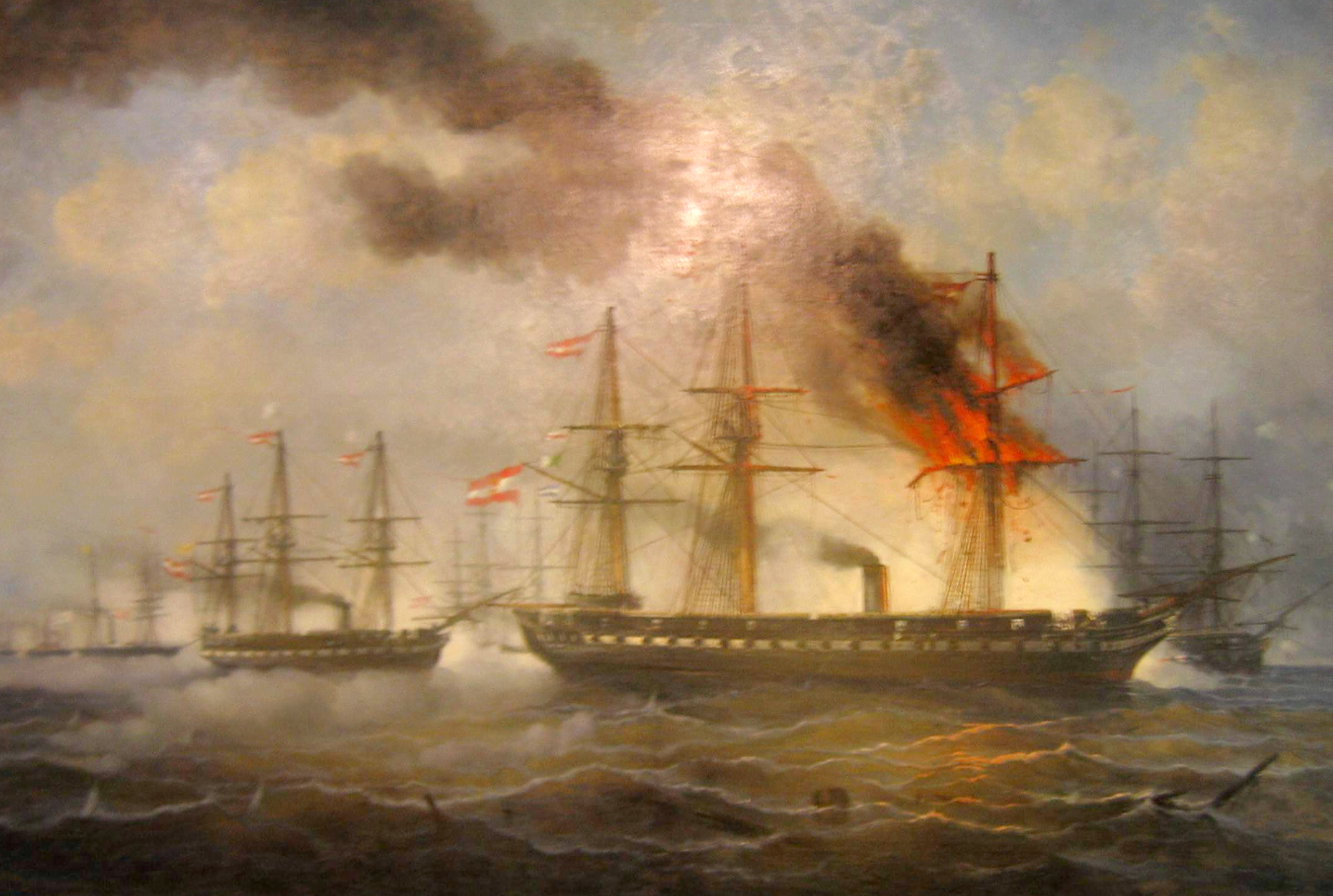
Bitwa pod Helgolandem, 1864. Płonie fregata "Schwarzenberg"

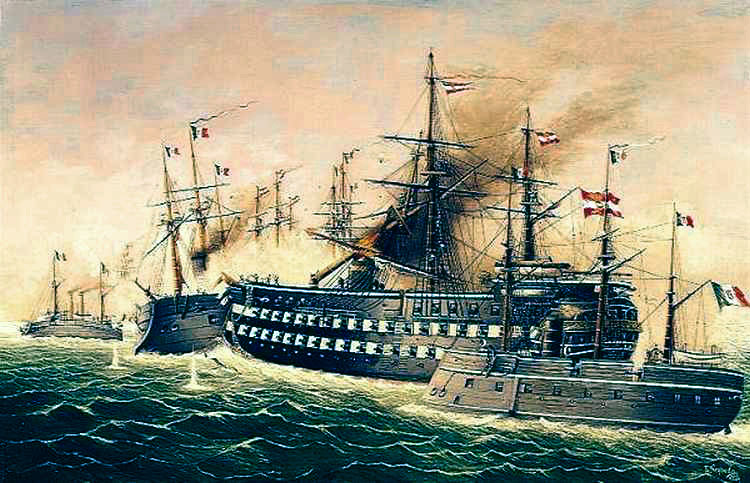
Bitwa pod Lissą, 1866

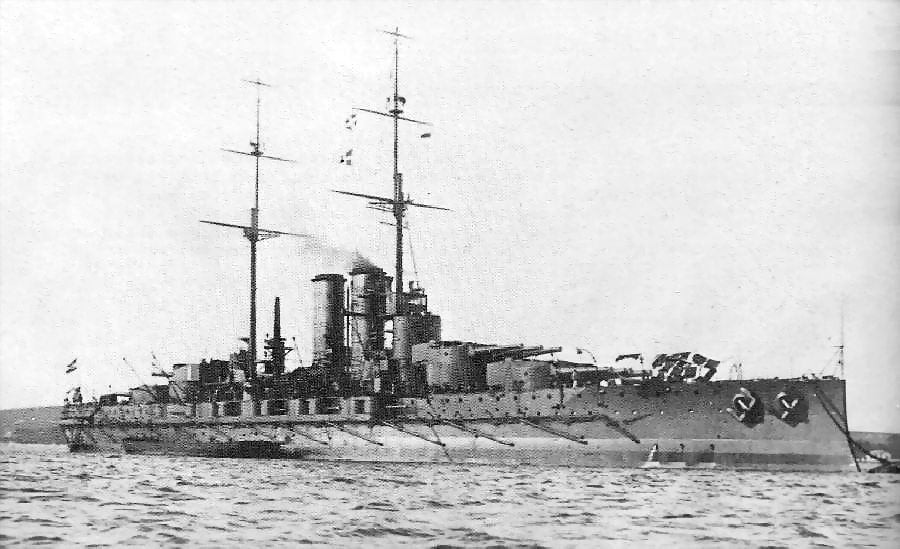
Drednot SMS "Tegetthoff"

Cesarska i Królewska Marynarka Wojenna lub Austro-Węgierska Marynarka Wojenna (niem. Kaiserliche und Königliche Kriegsmarine, węg. Császári és Királyi Haditengerészet, w skrócie KuKK lub CKH) – morskie siły zbrojne Austro-Węgier, istniejące od powstania „podwójnej monarchii” w 1867 aż do zakończenia I wojny światowej w 1918 roku. W roku 1915 flota ta liczyła 33 735 oficerów i marynarzy personelu. W związku z ograniczonym dostępem Austro-Węgier do morza, w czasie wojny operowała ona na niewielkim obszarze, sprowadzającym się do akwenu Adriatyku. W wyniku traktatu z Saint-Germain-en-Laye (1919) zadecydowano o utworzeniu niepodległej Austrii, okrojonej zewnętrznie do obszaru istniejącego obecnie, bez dostępu do morza.

## Historia do wybuchu Wielkiej Wojny
Austro-Węgierska Marynarka Wojenna wywodziła się bezpośrednio z Austriackiej Marynarki Wojennej (niem. Österreichische Marine) istniejącej od XVII wieku w postaci floty rzecznej na Dunaju, a od wieku XVIII obecnej w basenie Morza Śródziemnego, co wynikało z ekspansji terytorialnej zarówno na Bałkanach, jak i w północnych Włoszech.
Habsburgowie zainteresowali się sprawami morskimi stosunkowo późno, jeśli nie liczyć okresu panowania w Hiszpanii i Niderlandach. Zręby Österreichische Marine stworzył dopiero cesarz Józef II w 1786 roku. Liczyła wówczas 160 ludzi. Do roku 1805 rozrosła się do 600 oficerów i marynarzy i dopiero po 1815, gdy do cesarstwa włączono Wenecję, stan jej powiększył się do około 3000. Węgry w tamtym okresie, tj. do „kompromisu” (niem. Ausgleich, węg. Kiegyezés) z lutego 1867 roku, w ogóle nie były zobowiązane do łożenia na cele wojenno-morskie.
W latach 1854–1860 zwierzchnikiem floty cesarskiej (Marinekommandant) był arcyksiążę Maksymilian, w latach 1861-1865 – admirał Ludwig von Fautz. W roku 1862 marynarka wojenna przestała podlegać Ministerstwu Wojny. Wraz z marynarką handlową podporządkowana została nowo powstałemu Ministerstwu Marynarki, „dziecku” arcyksięcia Maksymiliana, ale tylko na okres dwóch lat. Po wyjeździe Maksymiliana do Meksyku ministerstwo uległo likwidacji, a marynarka wojenna wróciła do Ministerstwa Wojny jako Departament Morski. W 1865 dowódcą floty został mianowany admirał Wilhelm von Tegetthoff, który pełnił tę funkcję dalej również od powstania w 1867 Monarchii Austro-Węgier, do roku 1871.
Kaiserliche Kriegsmarine ukształtowała się w wyniku dwóch ważnych dla niej bitew: pod Helgolandem i pod Lissą. Admirał Wilhelm von Tegetthoff, bohater spod Helgolandu i zwycięzca spod Lissy, wielki autorytet w sprawach wojenno-morskich, przedstawił w parlamencie projekt rozbudowy floty z następującym uzasadnieniem:

Aby cała linia brzegowa była chroniona od otwartego morza i aby każdego napastnika móc utrzymać z dala, potrzebna jest flota proporcjonalna do wielkości bronionego obszaru. Bez floty wojennej monarcha od razu wyrzeka się wybrzeża i prowincji nadmorskich. Wybrzeże nie może być bronione jedynie siłami lądowymi, ponieważ istniejące twierdze nadmorskie nie sprostają nowym, pancernym okrętom. Natomiast koszty budowy nowych, nowoczesnych twierdz są zawrotne, a zapewniają jedynie ochronę samego brzegu... Głównym zadaniem floty jest obrona – flota ma charakter defensywny, ale musi też posiadać odpowiednią moc ofensywną.

Mimo to w latach następnych nakłady na budowę okrętów stale pomniejszano, bowiem − paradoksalnie − zwycięstwo pod Lissą wzmogło poczucie bezpieczeństwa.
Plany Tegetthoffa były ambitne: flota miała być silniejsza niż marynarka wojenna potencjalnego rywala, czyli Włoch, i składać się z 15 pancerników, 8 fregat, 16 korwet i kanonierek oraz 11 jednostek pomocniczych. Koszt budowy floty miał zamknąć się w kwocie 50 milionów koron. Po śmierci admirała w roku 1871 cały plan przestał być realizowany, ale gdy w połowie lat siedemdziesiątych pojawił się nowy typ okrętu − torpedowiec − KK znalazła się wśród jego pierwszych użytkowników. Przyczyną było wynalezienie w Fiume samopędnej broni podwodnej: torpedy. Do połowy lat osiemdziesiątych Austro-Węgry kupiły i zbudowały 10 takich okrętów.
W czasach pokojowych austriackie okręty często operowały u wybrzeży Azji, północnej i południowej Ameryki, a także na obszarze Pacyfiku. W czasie walk Maksymiliana o utrzymanie się na tronie Meksyku (zob. francuska interwencja w Meksyku) wspierały go okręty floty austro-węgierskiej.
Jednostki austro-węgierskie brały również udział w eksploracji Arktyki, odkrywając Ziemię Franciszka Józefa. Ekspedycja naukowa Juliusa von Payera i Karla Weyprechta na pokładzie szkunera „Tegetthoff” opuściła port w Tromsø w lipcu 1872 roku. Pod koniec sierpnia statek został uwięziony w polu lodowym na północ od Nowej Ziemi i dryfował wraz z nim na północ, ku niezbadanym do tej pory obszarom Oceanu Lodowatego Północnego. W tym czasie podróżnicy odkryli spory archipelag, który nazwali od imienia cesarza Franciszka Józefa. W maju 1874 roku dowódca ekspedycji zdecydował się porzucić uwięziony w lodach statek i spróbować dotrzeć do lądu na saniach i ciągnionych przez ludzi łodziach. 14 sierpnia wędrowcy dotarli do wolnego od lodu morza i ostatecznie 3 września dotarli do brzegów Rosji.
Pod koniec 1896 roku wybuchło powstanie antytureckie na Krecie, a 21 stycznia 1897 na wyspie wylądowały oddziały greckie z zamiarem wsparcia walczących o wyzwolenie spod panowania osmańskiego Kreteńczyków i zjednoczenia ich wyspy z Grecją. Mocarstwa europejskie, w tym także Austro-Węgry, interweniowały, obejmując Kretę międzynarodowym protektoratem. Austro-węgierskie okręty patrolowały wody Morza Egejskiego dla zapobieżenia interwencji floty osmańskiej. Kreta pozostawała w tym stanie aż do roku 1913, kiedy ostatecznie została przyłączona do Grecji.
Wojska i marynarka Austro-Węgier wchodziły w skład sił interwencyjnych podczas powstania bokserów w Chinach (1899-1901). Austria wysłała w kwietniu 1900 roku na wody chińskie okręty szkolne i krążowniki: „Kaiserin und Königin Maria Theresia”, „Kaiserin Elisabeth”, „Aspern”, i „Zenta” oraz kompanię piechoty morskiej, do bazy w rosyjskiej twierdzy Port Artur. W czerwcu siły te pomogły odeprzeć natarcie bokserów na Tianjin. Okręty ostrzeliwały dżonki powstańców na rzece Hai He w pobliżu Tongzhou, a piechota morska brała udział w ataku na forty Dagu, skąd prowadzone były natarcia na Tianjin; pod dowództwem kapitana Rogera Keyesa dokonano abordażu i zajęcia czterech chińskich niszczycieli, przy czym siły c.k. marynarki uniknęły większych strat.
Po zdławieniu powstania jeden z krążowników i pododdział piechoty morskiej pozostały w Chinach podporządkowane ambasadzie w Pekinie.
Podczas I wojny bałkańskiej Austro-Węgry wsparły Niemcy, Francję, Zjednoczone Królestwo i Włochy, uczestnicząc w blokadzie portowego miasta Antivari (Bar) w Czarnogórze.
Wśród wielu czynników, które doprowadziły do wybuchu I wojny światowej, był niepohamowany wyścig zbrojeń, także na morzu. Głównymi konkurentami były tu Wielka Brytania i Cesarstwo Niemieckie, a obok nich Francja, Rosja oraz Austro-Węgry i Królestwo Włoch, dążące do uzyskania przewagi na Adriatyku.
Poza krótkim okresem, poprzedzającym bitwę pod Lissą, opanowane przez dowódców wojsk lądowych austro-węgierskie ministerstwo wojny bacznie obserwowało wydatki na rozbudowę floty. W tej sytuacji marynarka wojenna była zawsze na drugim miejscu. Innym problemem, jaki nękał całe cesarsko-królewskie siły zbrojne – a marynarkę w szczególności – była wieloetniczność Imperium. Oficerowie musieli umieć porozumiewać się w co najmniej czterech językach, a wśród członków załóg wytworzył się swoisty podział: maszynownie obsługiwali marynarze niemieckojęzyczni (w tym Czesi), artylerię Węgrzy, podczas gdy na pokładach i w kotłowniach najwięcej było Chorwatów i Włochów.
Niezależnie od problemów natury komunikacyjnej, marynarka borykała się z finansami, w związku z czym projektowane i budowane w Austro-Węgrzech okręty były nieco mniejsze i słabsze w porównaniu z okrętami wiodących flot europejskich mocarstw.
Dopiero w roku 1883 skończył się zastój w budownictwie okrętowym. Nowy dowódca marynarki, wiceadmirał Max von Sterneck, postawił na unowocześnienie floty i doskonalenie min, torped oraz budowę szybkich, zwinnych, małych okrętów, jak torpedowce i kanonierki torpedowe, przy czym nie zapomniano o budowie pancerników. W zatwierdzonym w roku 1884 przez cesarza Franciszka Józefa planie rozwoju floty przewidziano budowę 15 takich jednostek. W rezultacie – mimo oporu w parlamencie – zbudowano dwa pierwsze pancerniki barbetowe: „Kronprinz Erzherzog Rudolf” i „Kronprinzessin Erzherzogin Stephanie” uzbrojone – po raz pierwszy w dziejach c.k. Marynarki Wojennej – w działa kalibru 305 mm. Po serii trzech małych pancerników obrony wybrzeża typu Monarch, w pierwszej dekadzie XX wieku Austro-Węgry zbudowały dziewięć przeddrednotów, po trzy należące do typów Habsburg, Erzherzog Karl i Radetzky. Były one nieco mniejsze i słabsze, niż okręty mocarstw europejskich, ale były wystarczające jak na warunki Adriatyku i nie ustępowały flocie włoskiej.

### Epoka drednotów

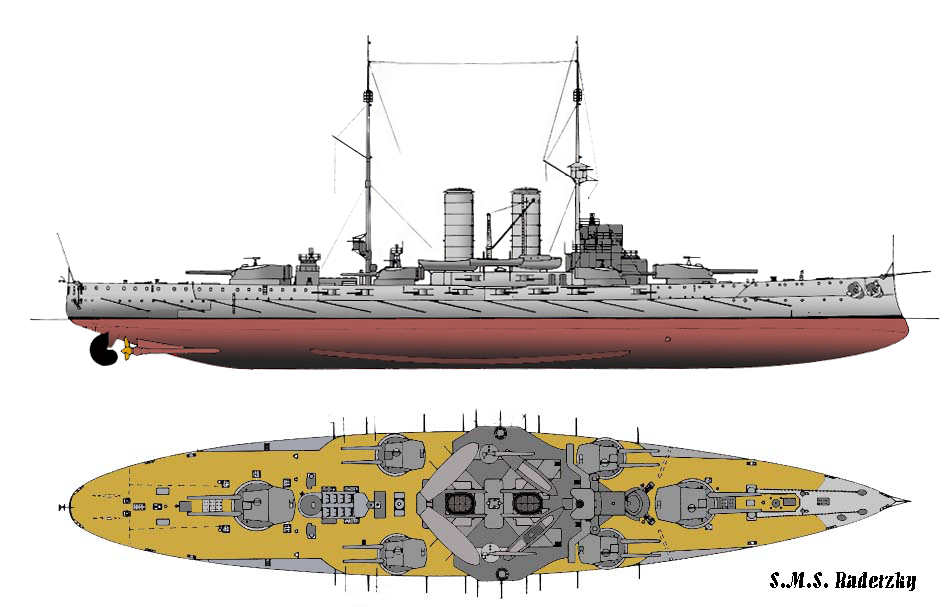
Przeddrednot SMS „Radetzky”

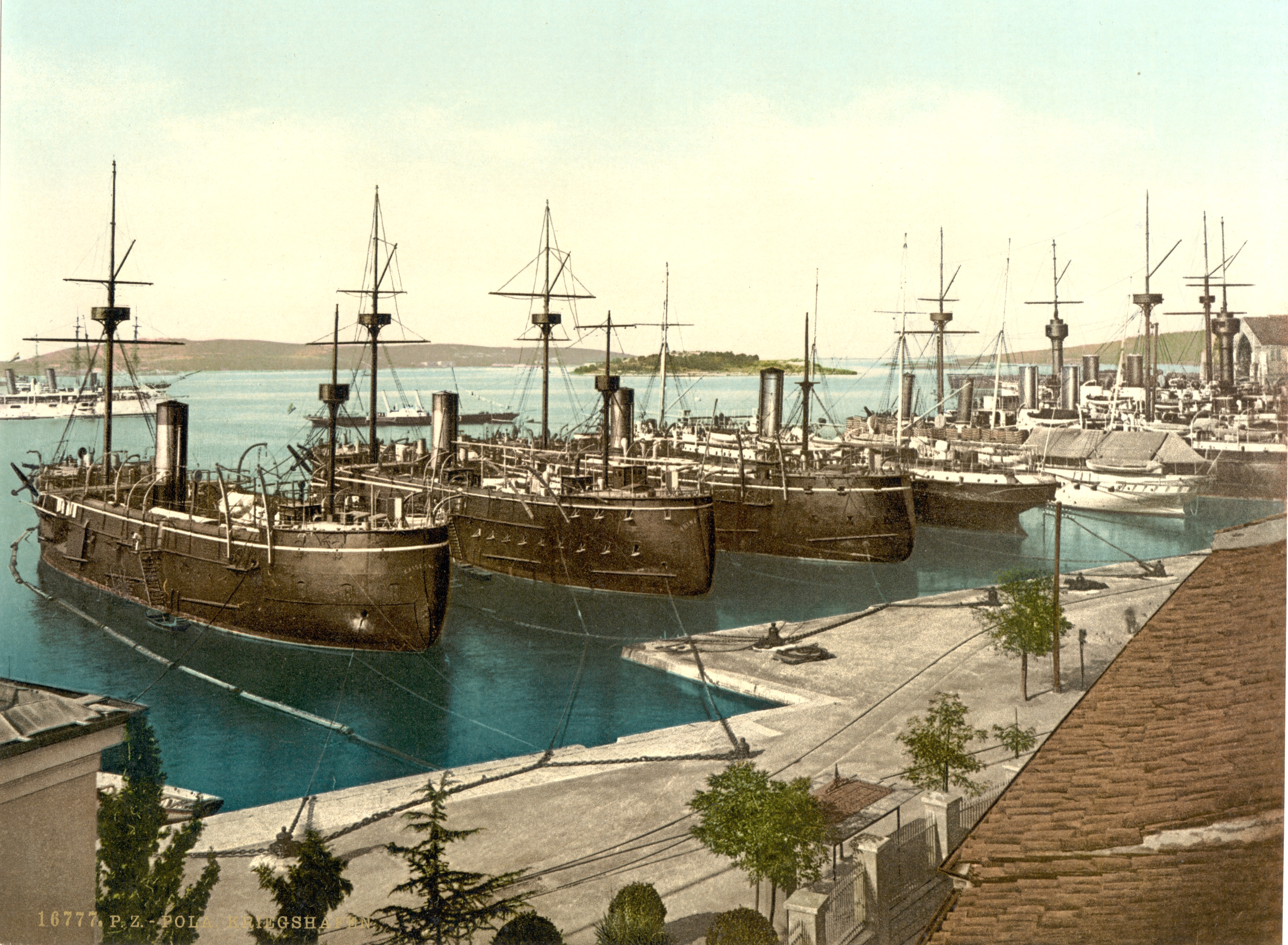
Port w Poli ok. 1890 roku

W roku 1906 Wielka Brytania, wodując pancernik HMS „Dreadnought”, wyszła na prowadzenie w wyścigu zbrojeń na morzu, ale tuż za nią były Francja i Niemcy. Austriaccy konstruktorzy zdawali sobie sprawę z przewagi wielkokalibrowych dział nowego typu pancerników, ale państwo nie posiadało infrastruktury koniecznej do budowy podobnych jednostek. Mściła się fatalna polityka imperialna w odniesieniu do marynarki wojennej.
Jednak nie tylko Austro-Węgry miały tego typu problemy. Wyłącznie w Cesarstwie Niemieckim podjęto działania na rzecz rozbudowy infrastruktury, budując nowe suche doki i znacznie poszerzając Kanał Kiloński. Gdzie indziej – nawet w Wielkiej Brytanii – zabrakło perspektywicznego myślenia, w związku z czym projektowanie nowych okrętów było uzależnione od zastanych możliwości przemysłu stoczniowego, wysokości mostów, głębokości i szerokości basenów portowych i kanałów.
W rezultacie Austro-Węgry zbudowały, do chwili wybuchu I wojny światowej, tylko cztery pancerniki nowej generacji drednotów: „Viribus Unitis” (1911), „Tegetthoff” (1912), „Prinz Eugen” (1912) i „Szent István” (1914). Ten ostatni – jako jedyny – został zbudowany w stoczni w węgierskim Fiume i do chwili wybuchu wojny pozostawał w basenie wyposażeniowym stoczni.
Na plus tych okrętów należy dodać, że jako pierwsze na świecie wyposażone zostały w trzydziałowe wieże artyleryjskie, zgrupowane na dziobie i rufie w tzw. „superpozycji”, umożliwiającej oddanie pełnej salwy burtowej oraz ostrzału sektorów dziobowego i rufowego przez co najmniej 6 dział w dwóch wieżach.
W przeddzień wybuchu wojny siły morskie marynarki austro-węgierskiej składały się ponadto z: 9 przeddrednotów, 4 pancerników obrony wybrzeża, 3 krążowników pancernych, 6 szybkich krążowników lekkich, 30 niszczycieli, 36 nowoczesnych torpedowców i 6 okrętów podwodnych, traktowanych przez Dowództwo Floty jako broń eksperymentalna. Podobnie traktowano lotnictwo morskie, ale to, tuż przed wybuchem wojny światowej, rozwijało się wyjątkowo prężnie.
6 sierpnia 1913 roku Dowództwo Floty zostało przeniesione z Wiednia do Poli. Była to główna baza marynarki, zaś innymi ważnymi strategicznie portami były Cattaro (dzisiejszy Kotor w Czarnogórze) i Lötzing/Lussin (dzisiejszy Lošinj w Chorwacji). Porty te były jednocześnie twierdzami morskimi.
Austro-węgierska doktryna na wypadek konfliktu zakładała głównie operacje o charakterze defensywnym, a flota była odpowiednio przygotowana do wojny minowej i podwodnej będąc w posiadaniu 11 pancerników, 1 krążownika pancernego, 4 krążowników szybkich, 19 kontrtorpedowców, 50 torpedowców, 7 okrętów podwodnych i ponad 20 innych jednostek.

## I wojna światowa

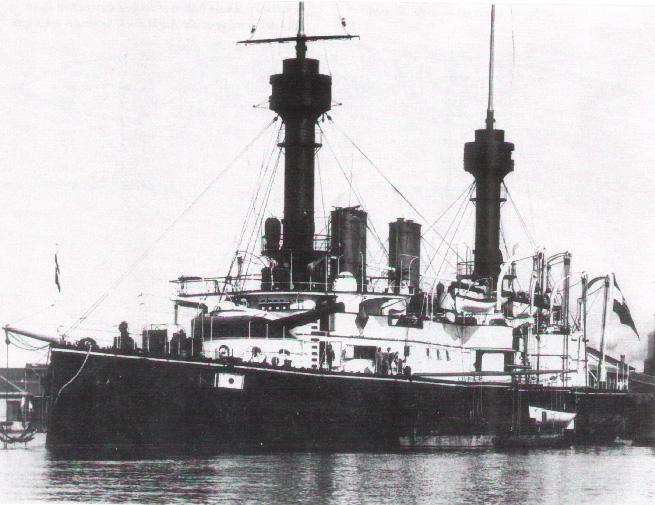
Krążownik pancerny SMS Kaiserin und Königin Maria Theresia

Flota austro-węgierska nie wykazywała większej aktywności w czasie tego światowego konfliktu, spędzając większość czasu w swych bazach w Poli, Sebenico i Cattaro, jednak samą swoją obecnością wiązała znaczne siły brytyjskie, francuskie i włoskie przez cały czas trwania wojny.
C.k. Marynarka Wojenna rozpoczęła mobilizację 4 sierpnia, a po jej zakończeniu liczyła 33 736 oficerów i marynarzy, z czego na operacyjnych jednostkach pływających służyło 19 405 ludzi, na jednostkach obrony wybrzeża 8529, zaś w sztabach, jednostkach tyłowych i portowych 4276. Rezerwę stanowiło 1526 ludzi, a w listopadzie powołano dodatkowo 240 oficerów marynarki.
Pierwsze strzały w I wojnie światowej oddały monitory Flotylli Dunajskiej, otwierając 29 lipca o godz. 2.20 w nocy ogień w kierunku stolicy Serbii, Belgradu. Atak ten rozwiązał ręce Włochom, będącym w układzie sojuszniczym („trójprzymierze”) z Cesarstwem Niemieckim i Austro-Węgrami. 1 sierpnia ambasador Francji w Rzymie otrzymał zapewnienie rządu włoskiego, iż wobec tego, że Austro-Węgry wystąpiły zaczepnie, Włochy nie staną się stroną w wojnie, bowiem klauzula wzajemności trójprzymierza nabiera mocy wyłącznie przy konieczności odpierania agresji.
Przed przystąpieniem Włoch do wojny po stronie Ententy (23 maja 1915 roku) – głównym zadaniem Floty Adriatyckiej było przełamanie blokady Cieśniny Otranto, utrzymywanej przez siły francusko-brytyjskie. Blokada ta nie była jednak zbyt szczelna z powodu znacznego oddalenia cieśniny od najbliższej bazy floty sprzymierzonych na Malcie (ponad 300 mil morskich). Było to przyczyną łatwego przenikania na Morze Śródziemne austriackich (a później także niemieckich) okrętów podwodnych, które spowodowały zatopienie francuskiego krążownika pancernego „Léon Gambetta” i poważne uszkodzenie nowego okrętu liniowego „Jean Bart”.
Sytuację na tym obszarze Adriatyku skomplikowało wypowiedzenie Austro-Węgrom wojny przez Czarnogórę, skutkiem czego trzeba było częściowo ewakuować najdalej na południe wysuniętą bazę Floty w Cattaro.
Swobodne działanie c.k. okrętów podwodnych przyczyniło się do zmiany taktyki blokadowej. Z Anglii sprowadzono kilkadziesiąt kutrów rybackich, które przemierzały cieśninę, ciągnąc za sobą po 1000 metrów sieci z podwieszonymi do nich minami. Rezultaty były mizerne, bowiem sieci nie opadały głębiej niż na 20 metrów, a wody cieśniny są głębokie i występują w nich silne prądy.
Po przystąpieniu do wojny Włoch flota austro-węgierska zaczęła wychodzić z portów celem bombardowania wybrzeża włoskiego na południe od Wenecji. Głównymi celami ostrzału były miasta Ancona, Rimini, Vieste, Manfredonia, Barletta oraz mosty i linie kolejowe wzdłuż wybrzeża. Na tym jednak – aż do grudnia 1915 roku – ta aktywność sił nawodnych się kończyła, rosła natomiast aktywna obecność okrętów podwodnych, które we wrześniu zatopiły statki przeciwnika o łącznym tonażu 30 000 ton, w listopadzie 135 000, a w kwietniu 1917 roku, kiedy Państwa Centralne ogłosiły nieograniczoną wojnę podwodną, ponad 210 000 ton. 18 lipca 1915 roku okręt podwodny „U-4” zaatakował włoski krążownik „Giuseppe Garibaldi”, który trafiony dwiema torpedami zatonął w ciągu 3 minut.

### Bitwy pod Durazzo i w Cieśninie Otranto

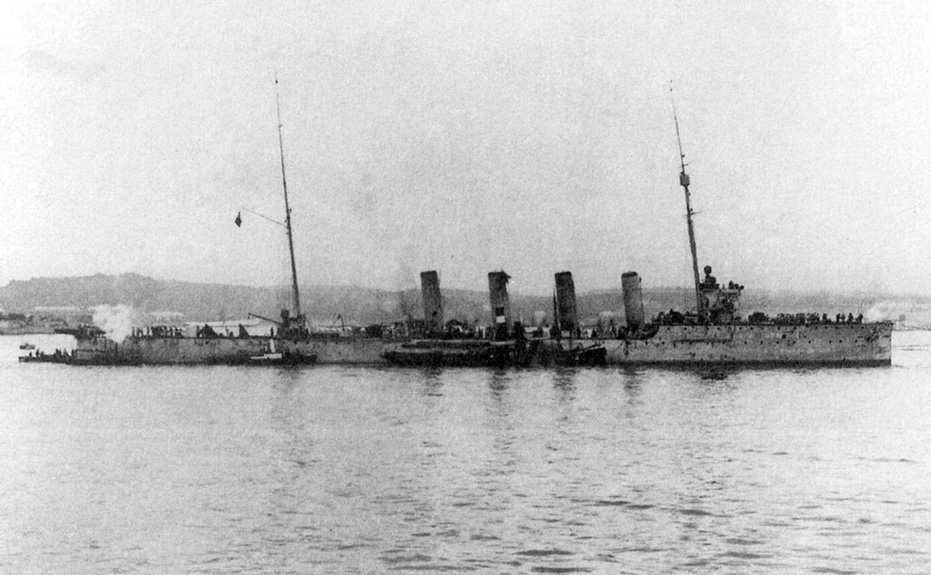
SMS „Helgoland” po bitwie pod Durazzo

28 grudnia 1915 roku krążownik austro-węgierski „Helgoland” (dowódca kmdr Heinrich Seitz) wraz z kontrtorpedowcami „Csepel”, „Lika”, „Tátra”, „Triglav” i „Balaton” dokonał rajdu na miasto portowe Durazzo celem przechwycenia znajdujących się tam okrętów włoskich. Po drodze, na wysokości przylądka Menders, „Helgoland” staranował i zatopił francuski okręt podwodny „Monge”, po czym przystąpił o godz. 5.00 do bombardowania baterii nadbrzeżnych, a w tym czasie kontrtorpedowce wdarły się do portu. Nie zastały okrętów włoskich, więc po zatopieniu zacumowanego tam transportowca i żaglowca wyszły w morze wpadając na nieoznakowane pole minowe. „Lika” zatonął natychmiast ze stratą 50 ludzi, a „Triglav” (mina wybuchła pod kotłownią zabijając 10 marynarzy) został o 9.30 wzięty na hol. W czasie operacji podawania holu uszkodzeniu uległa śruba „Csepela”.
Odwrót do Cattaro z „Triglavem” na holu odbywał się w bardzo wolnym tempie, więc dowódca „Helgolanda” o 10.30 poprosił o wsparcie dowództwo 5. Dywizjonu Pancerników. W Cattaro zaczęto rozpalać kotły na okrętach, a tymczasem już o 7.30 wiadomość o ataku dotarła do bazy floty Ententy w Brindisi. Przebywające w morzu krążowniki „Darmouth” i „Quatro” otrzymały rozkaz przecięcia drogi odwrotu grupy „Helgolanda”, a wkrótce wyszły w morze krążowniki „Weymouth” i „Nino Bixio” w eskorcie dziewięciu francuskich i włoskich kontrtorpedowców.
Pościg odbywał się w dwóch grupach, przy czym „Darmouth” i „Quatro” wyprzedziły austro-węgierską flotyllę i, nie mogąc jej znaleźć, zawróciły na południe. Płynące z naprzeciwka włoskie niszczyciele dotarły do Antivari, ale tu dopadły je łodzie latające L-61 i L67, które zbombardowały i uszkodziły niszczyciel „Ippolito Nievo”. Włosi zawrócili więc na południe.
Kmdr Seitz dostał informację drogą radiową o nadciągających z północy krążownikach o 11.45, a o 13.55 padły pierwsze strzały. Celny pocisk z „Darmoutha” uszkodził kotłownię „Helgolanda”, a „Quatro” przeszedł w tym czasie za rufą  austro-węgierskiego krążownika i skierował ogień w kierunku „Csepela”. Teraz okręty szły równolegle do siebie w odległości 8-10 tys. metrów. W czasie kolejnej wymiany ognia o 15.02 „Helgoland” został trafiony ponownie. Pocisk zniszczył maszynkę sterową, trzeba więc było przejść na sterowanie ręczne.
O 15.30 pojawiły się krążowniki „Weymouth” i „Nino Bixio” oraz kontrtorpedowce, które otworzyły ogień do „Csepela”. „Helgoland” otrzymał kolejne trafienia, ale o 18.15 – w zupełnych już ciemnościach – wykonał ostry zwrot, w wyniku którego znalazł się w dogodnej pozycji (stanowił kreskę nad T) i uzyskał bezpośrednie trafienie. Spowodowało ono na „Nino Bixio” poważne uszkodzenia i znaczne straty w ludziach, po czym oba austro-węgierskie okręty („Triglav” poszedł na dno jeszcze przed bitwą) oderwały się od grupy pościgowej i już bezpiecznie dotarły do Cattaro.

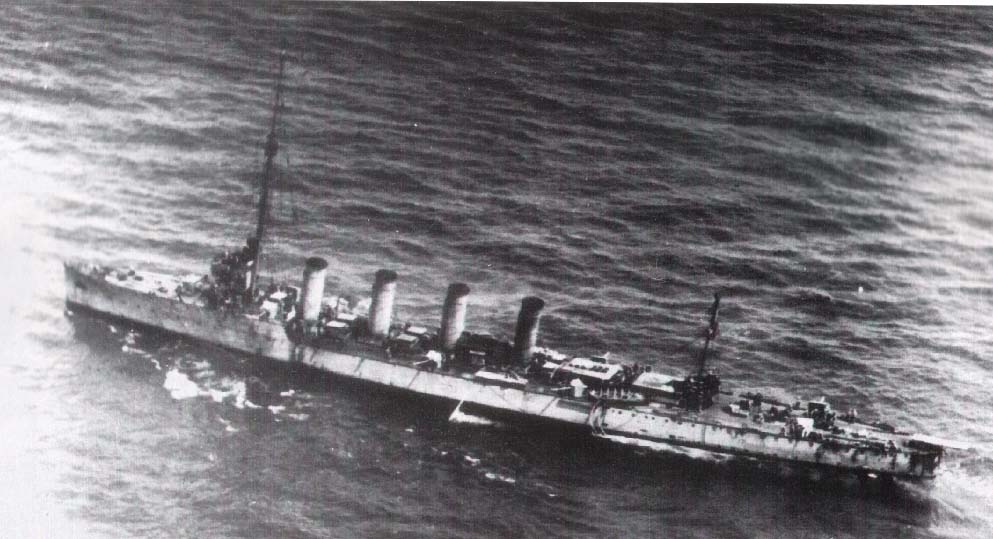
Uszkodzony SMS „Novara” po bitwie w Cieśninie Otranto

Dowództwo marynarki naciskało na podjęcie próby przełamania blokady w Cieśninie Otranto i dwie takie próby miały miejsce. Pierwsza z nich doprowadziła do największej bitwy Austro-Węgierskiej Marynarki Wojennej w jej dziejach. 14 maja 1917 roku w morze wyszły trzy szybkie krążowniki „Saida”, „Helgoland” i flagowy „Novara” i osobno kierowały się ku cieśninie. W pewnym oddaleniu posuwały się kontrtorpedowce „Csepel” i „Balaton”, a w pobliżu znajdowały się okręty podwodne „U-4” i „U-27”. Niemiecki U-boot „U-89” postawił pole minowe pod Brindisi i obserwował wyjście z portu. Wsparcia udzielało także lotnictwo austro-węgierskie z Cattaro.
Pierwszy natknął się na kutry pilnujące sieci blokadowej „Saida” i o 4.20 rano 15 maja otworzył ogień, szybko zatapiając dwa i ciężko uszkadzając jeden trawler. „Helgoland” w drodze do wyznaczonego rejonu minął całe zgrupowanie kutrów, ale nie podejmował walki, dążąc nierozpoznany na południe, gdzie jednak nie zastał żadnych okrętów nieprzyjaciela. Zawrócił więc i o 4.33 otworzył ogień szybko posyłając na dno cztery trawlery, a tuż po 5 rano kolejne cztery. Podobnie „Novara” – gdy nie znalazł niczego w wyznaczonym sektorze zawrócił, natknął się na flotyllę 12 kutrów i dokonał masakry. W sumie krążowniki zatopiły 14 trawlerów i wzięły do niewoli 72 brytyjskich marynarzy. W tym czasie kontrtorpedowce natknęły się na konwój trzech transportowców osłaniany przez włoski kontrtorpedowiec „Borea”. Po krótkiej wymianie ognia „Borea” stanął w płomieniach, dwa transportowce zatopiono, a trzeci ciężko uszkodzono. „Csepel” i „Balaton” skierowały się teraz na miejsce wyznaczonego spotkania z krążownikami, a w ślad za nimi szedł zespół brytyjskich krążowników „Bristol” i „Dartmouth” i pięciu włoskich kontrtorpedowców. Włoskie okręty – jako najszybsze – zostawiły w tyle krążowniki i dochodziły austro-węgierski zespół. Podczas wymiany ognia „Csepel” poważnie uszkodził czołowy kontrtorpedowiec przeciwnika, który wycofał się z walki, a jednostki austro-węgierskie znalazły schronienie pod czarnogórską wioską Giavatičići.
Tymczasem doszło to starcia krążowników. Brytyjczycy (dołączył krążownik „Marsala”) chcieli rozstrzygnąć walkę na dystans, Austro-Węgrzy dążyli do zbliżenia tak, by ich 100-milimetrowe działa mogły dosięgnąć przeciwnika (brytyjskie krążowniki miały działa kalibru 152 mm). W czasie przedłużającej się walki zarówno „Saida”, jak i „Helgoland” zostały trafione. Najtrudniejsza jednak była sytuacja „Novary”, gdzie jeden pocisk eksplodował na pomoście ciężko raniąc dowódcę zespołu kmdr. Horthyego (dowództwo przejął Polak, kpt. Witkowski), a drugi zniszczył kondensator pary. Krążownik stanął. Około godz. 11 „Saida” wzięła „Novarę” na hol, a „Helgoland” ubezpieczał zespół, atakowany niemal bez przerwy. O 12.25 nadszedł z pomocą krążownik pancerny „Sankt Georg”. Brytyjczycy zobaczyli duży okręt kwadrans wcześniej i – woląc nie ryzykować starcia z działami kalibru 240 mm – zawrócili do Brindisi, gdzie – niemal przed awanportem – „Dartmouth” został storpedowany przez wciąż czającego się tam „U-89” i został bardzo poważnie uszkodzony, a francuski kontrtorpedowiec wszedł na minę (również dzieło niemieckiego U-boota) i zatonął.
Bilans bitwy był następujący: po stronie Ententy stracono 2 kontrtorpedowce, 2 statki transportowe i 14 trawlerów, 1 krążownik został uszkodzony, poległo 83 ludzi, a 72 trafiło do niewoli. Po stronie austro-węgierskiej odnotowano uszkodzenia na „Helgolandzie” i „Novarze”, poległo 15 marynarzy. Zwycięstwo nie zostało jednak wykorzystane. Flota austro-węgierska zawróciła do portów, co pozwoliło flotom państw Ententy odbudować ponownie blokadę.

### Zakończenie wojny

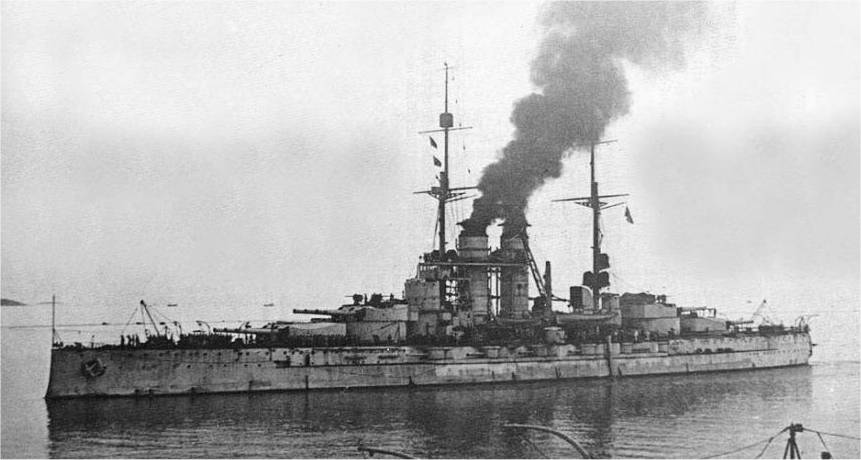
SMS "Szent Istvan"

W lutym 1918 roku w bazie c.k. marynarki wojennej w Cattaro wybuchł bunt marynarzy około czterdziestu jednostek, domagających się lepszego traktowania i zakończenia działań wojennych. Rewolta jednak – wbrew nadziejom jej przywódców – nie wyszła poza bazę w Kotorze. W trzy dni później zjawiły się okręty lojalne wobec władz i – wspólnie z bateriami dział obrony wybrzeża – gotowały się do rozpoczęcia ostrzału zbuntowanych jednostek. Wkrótce marynarze − zdając sobie sprawę z beznadziejnego położenia − skapitulowali. Około 800 spośród nich zostało uwięzionych, kilkunastu stanęło przed sądem doraźnym, a czterech (w tym inicjator buntu, czeski socjaldemokrata František Raš) skazanych na śmierć i rozstrzelanych.
W czerwcu 1918 miała miejsce druga próba przerwania blokady Cieśniny Otranto. Planowano niespodziewany i silny atak, ale nim do niego doszło, siły sprzymierzonych wyśledziły, zaatakowały i zatopiły drednota SMS "Szent István", co uprzedziło atak znienacka i zmusiło flotę austro-węgierską do zawrócenia.
Pod koniec wojny, dla uniknięcia oddania okrętów zwycięzcom, cesarz Karol I podarował dekretem z 30 października 1918 roku całą Austro-Węgierską Marynarkę Wojenną wraz z portami, bazami zaopatrzenia i umocnieniami nowo powstającemu Państwu Słoweńców, Chorwatów i Serbów (w skrócie SHS). 1 listopada rano na okrętach opuszczono austro-węgierskie bandery. Nowe państwo natychmiast powiadomiło rządy Francji, Wielkiej Brytanii, Stanów Zjednoczonych i Włoch, że nie jest w stanie wojny z żadną ze stron i że przejmuje w całości flotę austro-węgierską. Mimo to tego samego dnia włoscy płetwonurkowie na „żywej torpedzie” „Mignatta” zatopili w bazie w Puli flagowy pancernik „Viribus Unitis”. Dekret o przekazaniu floty Państwu Słoweńców, Chorwatów i Serbów nie został uznany przez zwycięskie państwa; 5 listopada Włosi wysadzili desant w Puli i obsadzili bazę oraz okręty.
Po upadku Austro-Węgier i powstaniu Republiki Austriackiej, kraj ten został pozbawiony dostępu do morza, flota zaanektowana przez państwa zwycięskiej Ententy, a oficerowie i marynarze zasilili w większości marynarki wojenne nowo powstałych państw w Europie Środkowej i Południowej (m.in. komandor Bogumił Nowotny został organizatorem i pierwszym dowódcą polskiej Marynarki Wojennej). Większość okrętów austro-węgierskich podzielono między Wielką Brytanię, Francję i Włochy, a inne państwa, jak Jugosławia (będąca następcą SHS i częściowo Austro-Węgier), Rumunia, Grecja i Portugalia otrzymały jedynie nieliczne małe jednostki. W dużej mierze było to spowodowane stanowiskiem Wielkiej Brytanii, niechętnej wzmacnianiu marynarki jakichkolwiek małych państw, przy czym sama od razu złomowała wszystkie przyznane jej okręty, a Francja i Włochy złomowały większość z nich. O okręty austro-węgierskie starała się również Polska, lecz nie przyznano jej żadnego.

## Insygnia
Bandery

Bandera wojenna
Bandera Wielkiego Admirała
Bandera admirała
Bandera wiceadmirała
Bandera kontradmirała

## Stopnie wojskowe
| Stopnie oficerskie w cesarskiej i królewskiej Marynarce Wojennej i ich odpowiedniki                                   | Stopnie oficerskie w cesarskiej i królewskiej Marynarce Wojennej i ich odpowiedniki | Stopnie oficerskie w cesarskiej i królewskiej Marynarce Wojennej i ich odpowiedniki | Stopnie oficerskie w cesarskiej i królewskiej Marynarce Wojennej i ich odpowiedniki | Stopnie oficerskie w cesarskiej i królewskiej Marynarce Wojennej i ich odpowiedniki | Stopnie oficerskie w cesarskiej i królewskiej Marynarce Wojennej i ich odpowiedniki | Stopnie oficerskie w cesarskiej i królewskiej Marynarce Wojennej i ich odpowiedniki |
| Ranga | do 30 października 1908                                                             | do 30 października 1908                                                             | do 30 października 1908                                                             | od 1 listopada 1908                                                                 | od 1 listopada 1908                                                                 | Oznaki stopnia                                                                      |
| Ranga | Wojsko wspólne i c. k. Obrona Krajowa                                               | Wojsko wspólne i c. k. Obrona Krajowa                                               | Korpus oficerów marynarki                                                           | Korpus oficerów marynarki                                                           | Korpus oficerów marynarki                                                           | Oznaki stopnia                                                                      |
| --- | ----------------------------------------------------------------------------------- | ----------------------------------------------------------------------------------- | ----------------------------------------------------------------------------------- | ----------------------------------------------------------------------------------- | ----------------------------------------------------------------------------------- | ----------------------------------------------------------------------------------- |
| I | marszałek polny                                                                     | Feldmarschall                                                                       |                                                                                     |                                                                                     |                                                                                     |                                                                                     |
| II | generał pułkownik                                                                   | Generaloberst *)                                                                    |                                                                                     | wielki admirał                                                                      | Großadmiral *)                                                                      |                                                                                     |
| III | generał piechoty                                                                    | General der Infanterie **)                                                          | Admiral                                                                             | admirał                                                                             | Admiral                                                                             |                                                                                     |
| III | generał kawalerii                                                                   | General der Kavallerie                                                              | Admiral                                                                             | admirał                                                                             | Admiral                                                                             |                                                                                     |
| III | generał artylerii                                                                   | Feldzeugmeister                                                                     | Admiral                                                                             | admirał                                                                             | Admiral                                                                             |                                                                                     |
| IV | generał dywizji                                                                     | Feldmarschalleutnant                                                                | Vizeadmiral                                                                         | wiceadmirał                                                                         | Vizeadmiral                                                                         |                                                                                     |
| V | generał major                                                                       | Generalmajor                                                                        | Kontreadmiral                                                                       | kontradmirał                                                                        | Kontreadmiral                                                                       |                                                                                     |
| VI | pułkownik                                                                           | Oberst                                                                              | Linienschiffskapitän                                                                | kapitan okrętu liniowego                                                            | Linienschiffskapitän                                                                |                                                                                     |
| VII | podpułkownik                                                                        | Oberstleutnant                                                                      | Fregattenkapitän                                                                    | kapitan fregaty                                                                     | Fregattenkapitän                                                                    |                                                                                     |
| VIII | major                                                                               | Major                                                                               | Korvettenkapitän                                                                    | kapitan korwety                                                                     | Korvettenkapitän                                                                    |                                                                                     |
| IX | kapitan (rotmistrz) 1 klasy                                                         | Hauptmann (Rittmeister) 1. Klasse                                                   | Linienschiffsleutnant 1. Klasse                                                     | porucznik okrętu liniowego 1 klasy                                                  | porucznik okrętu liniowego                                                          |                                                                                     |
| IX | kapitan (rotmistrz) 2 klasy                                                         | Hauptmann (Rittmeister) 2. Klasse                                                   | Linienschiffsleutnant 2. Klasse                                                     | porucznik okrętu liniowego 2 klasy                                                  | porucznik okrętu liniowego                                                          |                                                                                     |
| X | nadporucznik                                                                        | Oberleutnant                                                                        | Linienschiff-fähnrich                                                               | porucznik fregaty                                                                   | Fregattenleutnant                                                                   |                                                                                     |
| XI | porucznik                                                                           | Leutnant                                                                            | Linienschiff-fähnrich                                                               | porucznik korwety ***) chorąży marynarki                                            | Korvettenleutnant Seeähnrich                                                        |                                                                                     |
| *) stopnie wprowadzone w 1915 **) stopień wprowadzony w 1908 ***) stopień przeznaczony wyłącznie dla oficerów rezerwy |                                                                                     |                                                                                     |                                                                                     |                                                                                     |                                                                                     |                                                                                     |

## Dowódcy Austro-Węgierskiej Marynarki Wojennej

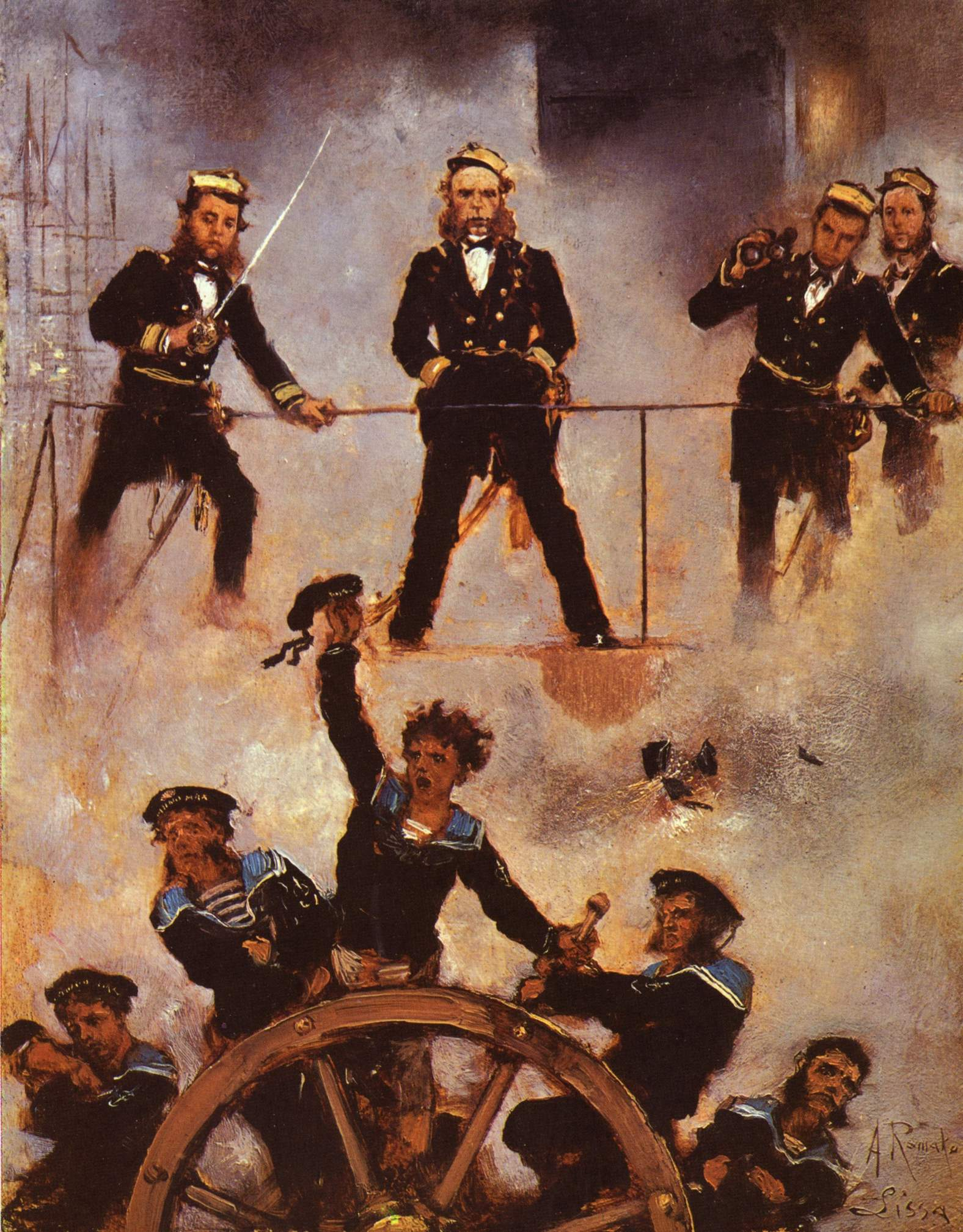
Admirał Tegetthoff podczas bitwy pod Lissą, mal. A. Romako)

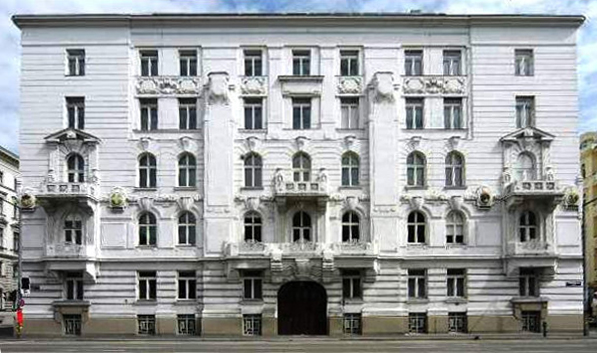
Gmach dawnego Departamentu Marynarki w Wiedniu

### Dowódcy marynarki
| Nazwisko                           | Stopień wojskowy    | Od               | Do               |
| ---------------------------------- | ------------------- | ---------------- | ---------------- |
| Ludwig von Fautz                   | wiceadmirał         | 1861             | 1865             |
| Wilhelm von Tegetthoff             | wiceadmirał         | 1865             | kwiecień 1871    |
| Friedrich von Pöck                 | admirał             | kwiecień 1871    | listopad 1883    |
| Maximilian Daublebsky von Sterneck | admirał             | listopad 1883    | grudzień 1897    |
| Hermann von Spaun                  | admirał             | grudzień 1897    | październik 1904 |
| Rudolf Montecuccoli                | admirał             | październik 1904 | luty 1913        |
| Anton Haus                         | admirał/Großadmiral | luty 1913        | luty 1917        |
| Maximilian Njegovan                | admirał             | kwiecień 1917    | luty 1918        |

### Dowódcy floty (1914-1918)
| Nazwisko            | Stopień wojskowy                   | Od          | Do            |
| ------------------- | ---------------------------------- | ----------- | ------------- |
| Anton Haus          | admirał/Großadmiral                | lipiec 1914 | luty 1917     |
| Maximilian Njegovan | admirał                            | luty 1917   | luty 1918     |
| Miklós Horthy       | kontradmirał/tytularny wiceadmirał | luty 1918   | listopad 1918 |

### Szefowie Departamentu Marynarki Ministerstwa Wojny
| Nazwisko                           | Stopień wojskowy    | Od               | Do               |
| ---------------------------------- | ------------------- | ---------------- | ---------------- |
| Ludwig von Fautz                   | wiceadmirał         | 1865             | marzec 1868      |
| Wilhelm von Tegetthoff             | wiceadmirał         | marzec 1868      | kwiecień 1871    |
| Friedrich von Pöck                 | admirał             | październik 1872 | listopad 1883    |
| Maximilian Daublebsky von Sterneck | admirał             | listopad 1883    | grudzień 1897    |
| Hermann von Spaun                  | admirał             | grudzień 1897    | październik 1904 |
| Rudolf Montecuccoli                | admirał             | październik 1904 | luty 1913        |
| Anton Haus                         | admirał/Großadmiral | luty 1913        | luty 1917        |
| Karl Kailer von Kaltenfels         | wiceadmirał         | luty 1917        | kwiecień 1917    |
| Maximilian Njegovan                | admirał             | kwiecień 1917    | luty 1918        |
| Franz von Hulob                    | wiceadmirał         | luty 1918        | listopad 1918    |